# Ramón Abeledo
Ramón Abeledo (19 d'abril de 1937) és un exfutbolista argentí.

## Selecció de l'Argentina
Va formar part de l'equip argentí a la Copa del Món de 1962.